# Ludwig von Diesbach

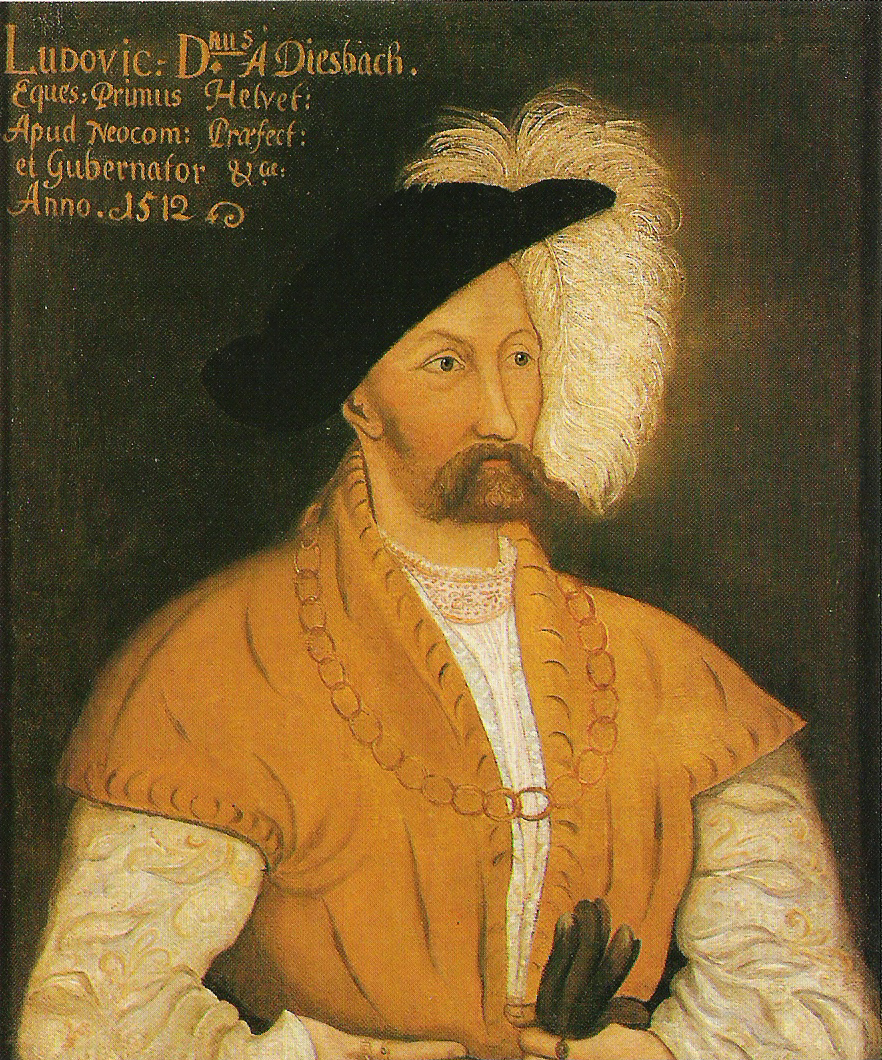
Ludwig von Diesbach, anonymes Porträt (1512)

Ludwig von Diesbach (* 1452 in Godesberg am Rhein; † 10. Februar 1527 in Bern) war ein Berner Staatsmann, der autobiographische Aufzeichnungen, die zu den wichtigsten mittelalterlichen Ego-Dokumenten des Adels gehören, hinterließ. Er stammt aus der Patrizierfamilie Diesbach.
Als junger Mann weilte er in Savoyen und von 1468 bis 1476 am Hof des französischen Königs Ludwig XI. 1480 wurde er Mitglied des bernischen Grossen Rates, 1481 Sechzehner und daraufhin Landvogt in Thun, Baden, Neuenburg und Aigle sowie Gesandter am französischen und am kaiserlichen Hof.
Auf König Maximilians Zug nach Italien erhielt er 1496 den Ritterschlag.
Seine Tochter Verena heiratete 1500 den Berner Adligen Kaspar von Mülinen. Sein Bruder war der Berner Schultheiss Wilhelm von Diesbach.

## Werke
- Ludwigs von Diesbach, Herrn zu Landshut und Diesbach, Chronik und Selbstbiographie. In: Schweizerische Geschichtsforscher, Band 8 (1832), S. 161–215 online in der Google-Buchsuche